# Scherma ai Giochi della III Olimpiade - Sciabola individuale maschile
La sciabola individuale maschile dei Giochi della III Olimpiade si è svolta l'8 settembre 1904 presso il Physical Culture Gymnasium di Saint Louis.

## Risultato
| Pos.    | Atleta                | Nazione     | Vittorie | Sconfitte | Stoccate |
| ------- | --------------------- | ----------- | -------- | --------- | -------- |
| Oro     | Manuel Díaz           | Cuba        | 3        | 0         | 21       |
| Argento | William Grebe         | Stati Uniti | 2        | 1         | 20       |
| Bronzo  | Albertson Van Zo Post | Stati Uniti | 2        | 1         | 18       |
| 4       | Theodore Carstens     | Stati Uniti | 1        | 2         | n/d      |
| 5       | Arthur Fox            | Stati Uniti | 0        | 4         | n/d      |